# Ospedale di Vimercate
L'ospedale di Vimercate, nato nel Medioevo come ospedale di San Damiano, è una struttura ospedaliera, nonché il centro principale dell'ASST Brianza.

## Storia

### Origini
Sin dal periodo medievale, il "villaggio del mercato", noto come Vicus mercati (da cui poi Vimercate), rappresentava un importante punto di riferimento per viaggiatori e commercianti che convergevano in quel luogo. La sua posizione privilegiata lungo una delle principali vie che collegavano le Alpi a Milano lo rendeva un centro ideale per gli scambi commerciali, gli incontri e, di conseguenza, per l'ospitalità. Quest'ultima non si limitava solamente ad offrire alloggio temporaneo agli stranieri, ma si estendeva anche ad una risposta tangibile alle esigenze di assistenza per coloro che ne avevano bisogno.
Gli ospedali dell'epoca erano spesso gestiti da religiosi e laici, spesso situati vicino ai conventi, in grado di fornire assistenza materiale e spirituale senza discriminazioni ai meno fortunati. Queste istituzioni erano guidate dai principi della carità cristiana, e solo verso la fine del Medioevo la figura del medico e del chirurgo scomparve da tali strutture.
Sebbene l'atto di fondazione dell'ospedale dei Santi Cosma e Damiano a Vimercate sia andato perduto, si sa attraverso un testamento del canonico Bassiano da Vimercate che l'ospedale era operativo nel 1203. Altre fonti menzionano l'ospedale già nel 1166.
Nel tardo Medioevo, le istituzioni di assistenza nelle zone rurali venivano identificate con il nome del comune o del quartiere in cui si trovavano, o con il nome del santo patrono. Pertanto, nel territorio di Vimercate si distinsero oltre all'ospedale di San Damiano, altre tre istituzioni: l'ospedale di San Giovanni, di Santa Maria della Molgora e di Moriano, che però sono state soppressi alla fine del XVI secolo.

### Nomi
L'ospedale di San Damiano o dei Santi Cosma e Damiano è l'attuale ospedale che dal 30 ottobre 2010 si è trasferito nella nuova sede di via Santi Cosma e Damiano (in precedenza si trovava geograficamente nell'area compresa tra le vie Battisti, Bonsaglio e Cereda). Tale denominazione è conservata nell'archivio dell'Ospedale Maggiore di Milano. Nel corso del tempo, tuttavia, sono state utilizzate anche altre denominazioni. Ad esempio, nel 1403 in un documento di affitto, l'ospedale viene menzionato con i nomi dei patroni Damiano e Guimerio. Nel 1481, i membri dell'Ospedale Maggiore di Milano lo identificarono anche come ospedale di San Giacomo, forse perché vicino all'oratorio dedicato a tale santo. Nei lasciti del XVI secolo veniva semplicemente menzionato come ospedale dei Poveri di Vimercate, mentre alcune relazioni del XVII secolo rivelano che il Luogo Pio vimercatese fu identificato con diversi nomi di santi patroni: san Giuseppe dal 1647 al 1664 e san Giacomo dal 1668 al 1674. In parallelo all'associazione con il santo patrono, sin dal Medioevo conviveva l'appellativo laico di ospedale del borgo di Vimercate (hospitale Burgo Vicomercati) o di hospitale Pauperorum.
Come accennato in precedenza, gli ospedali erano spesso collegati ad ambienti religiosi, e infatti, l'ospedale di Vimercate aveva un riferimento religioso che risale al XIII secolo: la chiesa di Santo Stefano (X secolo). Questo è testimoniato dalla conservazione di alcuni documenti relativi al Luogo Pio tra quelli dell'antica chiesa.

### Assoggettazione all'Ospedale Maggiore di Milano
Un periodo di grande importanza storica per Vimercate e l'ospedale di San Damiano si verificò nella metà del XV secolo. Nel 1450, con il passaggio dalla Repubblica Ambrosiana alla signoria degli Sforza, Vimercate divenne per alcune settimane un centro politico-militare di notevole rilevanza, ospitando le truppe del futuro duca di Milano, Francesco I. Nei successivi anni, il nuovo sovrano riformò il sistema ospedaliero del ducato, ordinando la costruzione di un nuovo grande ospedale milanese. Su richiesta di papa Pio II, il 9 dicembre 1458 fu emanata una bolla che conferiva al nuovo capitolo degli amministratori l'autorità direttiva su circa cinquanta ospedali esistenti nel territorio della diocesi milanese, compresi quelli di Vimercate che fino ad allora operavano autonomamente dalla capitale del ducato.
Questo nuovo ordinamento, essenzialmente immutato, sarebbe durato per tutto l'Ancien Régime, fino quasi alla fine del Settecento. Tuttavia, non impediva la supervisione ecclesiastica sui Luoghi Pii della diocesi, generando successivamente alcuni contrasti tra le autorità politiche e l'arcivescovo.
Gli ospedali di Vimercate furono quindi aggregati al nascente Ospedale Maggiore di Milano, i cui rappresentanti avevano il potere, in caso di necessità, di assumere direttamente la gestione dei luoghi pii vimercatesi, unendo di fatto il loro patrimonio a quello della città, con l'obbligo di destinare i redditi esclusivamente ai bisognosi del borgo brianteo. L'unione degli ospedali cittadini al nuovo ospedale milanese comportò probabilmente anche un cambiamento nella proprietà delle istituzioni locali: nel XV secolo, l'ospedale di San Vincenzo di Porta Ticinese a Milano possedeva terreni nel territorio di Vimercate che non compariranno più nel censimento un secolo dopo, né tra le sue pertinenze né in quelle dell'Ospedale Maggiore. È possibile che parte di queste proprietà sia stata devoluta al Luogo Pio dei Santi Cosma e Damiano.
L'aggregazione del 1458 all'Ospedale Maggiore di Milano mirava a uniformare l'assetto amministrativo degli ospedali del contado al modello del nuovo istituto milanese: la figura del rettore scomparve e la gestione fu affidata a laici residenti nel territorio comunale che amministravano in modo collegiale e gratuito. Tuttavia, secondo documenti presenti nell'archivio storico dell'Ospedale Civile di Vimercate, gli amministratori ricevevano annualmente due brente di vino come appendice (una brenta equivale a 75,55 litri). Nel 1686, il cardinale Federico Visconti suggerì la devoluzione degli appendici a beneficio dei poveri per ottenere "maggior merito presso Dio". Tuttavia, un secolo dopo, nel 1784, ogni deputato uscente riceveva ancora due brente di vino.
Il Luogo Pio dei Santi Cosma e Damiano aveva il compito principale di garantire la distribuzione tempestiva degli aiuti agli indigenti e agli infermi del borgo. Questa operazione avveniva nell'ospedale, dove venivano conservati cereali e vino, oggetti di sorveglianza attenta. Tuttavia, nonostante la grande riforma ospedaliera del XV secolo, il Luogo Pio non si trasformò in un ospedale complementare all'Ospedale Maggiore di Milano, poiché non ospitava i malati, mantenendo così l'antica struttura medievale anziché adattarsi al concetto rinascimentale di promuovere la salute.

### Trasformazione in ospedale di degenza
In effetti, per quanto riguarda l'assistenza sanitaria, bisogna aspettare il XVII secolo per trovare documenti che menzionano la presenza di un medico di base, di un chirurgo e di una levatrice stipendiati dall'ospedale dei Poveri sul territorio di Vimercate. Il loro lavoro avveniva presso le abitazioni delle persone e questo continuò fino alla metà del Settecento, quando furono aperte corsie per l'ospitalizzazione dei pazienti.
Da menzionare anche un altro servizio fornito dall'ospedale ai poveri: la fornitura di medicinali. Quando il medico e il barbiere (precursore del chirurgo) curavano un malato a domicilio, il medico prescriveva una ricetta che veniva poi portata alla farmacia. Se il paziente era registrato nelle liste dei poveri, poteva recarsi gratuitamente presso una delle farmacie del paese per ritirare i medicinali prescritti.